# Røa Idrettslag (calcio femminile)
Il Røa Idrettslags kvinnefotballag, comunemente noto anche come Røa Dynamite Girls, è una squadra di calcio norvegese, rappresentativa femminile della sezione calcistica della società polisportiva Røa Idrettslag (Røa IL) con sede a Røa, nel distretto di Vestre Aker della città di Oslo. Il Røa è una delle squadre più titolate del calcio femminile norvegese, avendo vinto per cinque volte il campionato e per cinque volte la coppa nazionale. Per la stagione 2015 milita nella Toppserien, la massima serie del campionato norvegese femminile di calcio, dove è presente ininterrottamente dal 2001.

## Storia
La sezione di calcio femminile della polisportiva Røa Idrettslag fu avviata solamente nel 1984, dopo che sia nel 1933 sia nel 1981 le proposte di apertura della sezione erano state rifiutate. Nel 1984 grazie all'impegno di Ole-Bjørn Edner e della figlia Kristine furono organizzate le prime partite di calcio femminile. Nel 1985 venne allestita la prima squadra con le ragazze nate nel 1976. Con Ole-Bjørn Edner come allenatore il Røa nel giro di pochi anni vince vari trofei: nel 1992 la coppa J16, nel 1993 la coppa J11 e la coppa J17, mentre nel 1994 vince la Norway Cup (torneo giovanile internazionale di calcio che si tiene ad Oslo).
Nel 1993 partecipa alla 4. divisjon, che rappresenta il quarto livello del campionato norvegese femminile di calcio. Alla seconda stagione nel 1994 vince il campionato e viene promosso in 3. divisjon. Nello stesso anno vince la Norway Cup J19 e la Oslo-cupen. Nel 1995 al primo anno in terza serie conquista subito la promozione in 2. divisjon e nel 1998 fa il suo esordio nella 1. divisjon, che due anni prima era diventata la seconda serie del campionato norvegese femminile di calcio. Nel 1998 fa il suo esordio nella Coppa di Norvegia. Nel 2000 vince il suo girone di 1. divisjon e viene promosso in Toppserien, terminando la prima stagione al settimo posto.
Nel giro di un paio di anni il Røa si è stabilito nelle parti alte della classifica di Toppserien. Nella stagione 2004 conquista sia il campionato sia la Coppa di Norvegia. Il 2005 è la prima annata senza Kristine Edner e il campionato viene concluso con un sesto posto. Nello stesso anno fa il suo esordio nella UEFA Women's Cup, arrivando secondo nel gruppo 4 del primo turno senza riuscire a superare il turno. Alla fine dell'anno Ole-Bjørn Edner si ritira e viene sostituito da Geir Nordby.
Nel 2006 inizia un periodo di successi per il Røa, che vince la Toppserien per quattro volte (2006, 2007, 2008 e 2010) e la Coppa di Norvegia per altre quattro volte (2006, 2008, 2009 e 2010). In ambito europeo partecipa alla UEFA Women's Champions League in altre quattro occasioni: nell'edizione 2008-2009 raggiunge il secondo turno, nell'edizione 2009-2010 raggiunge i quarti di finale perdendo dal Turbine Potsdam, nell'edizione 2010-2011 raggiunge gli ottavi di finale perdendo dallo Zvezda 2005 Perm', nell'edizione 2012-2013 raggiunge nuovamente gli ottavi di finale perdendo dal Wolfsburg.

## Palmarès

### Competizioni nazionali
- Campionato norvegese: 5

2004, 2007, 2008, 2009, 2011
- Coppa di Norvegia: 5

2004, 2006, 2008, 2009, 2010

### Altri piazzamenti
- Campionato norvegese:

Secondo posto: 2010
Terzo posto: 2015
- Coppa di Norvegia:

Finalista: 2011, 2012, 2016
Semifinalista: 2002, 2005, 2007, 2014, 2018

## Organico

### Rosa 2016
Rosa e numeri aggiornati al 23 settembre 2016.
| N. |                     | Ruolo | Calciatrice                 |
| -- | ------------------- | ----- | --------------------------- |
| 1  | Norvegia (bandiera) | P     | Kirvil Schau Odden          |
| 2  | Norvegia (bandiera) | D     | Nathalie Utvik              |
| 3  | Norvegia (bandiera) | D     | Kristine Bjørdal Leine      |
| 4  | Norvegia (bandiera) | C     | Line Hem                    |
| 5  | Norvegia (bandiera) | D     | Nora Byom Nilsen            |
| 7  | Norvegia (bandiera) | A     | Caroline Hovland            |
| 8  | Norvegia (bandiera) | D     | Gunhild Kvaalen Herregården |
| 9  | Norvegia (bandiera) | A     | Therese Sessy Åsland        |
| 10 | Norvegia (bandiera) | A     | Synne Skinnes Hansen        |
| 11 | Norvegia (bandiera) | A     | Vilde Hasund                |
| 12 | Norvegia (bandiera) | P     | Silje Vesterbekkmo          |
| 15 | Norvegia (bandiera) | D     | Hedda Strand Gardsjord      |

| N. |                     | Ruolo | Calciatrice            |
| -- | ------------------- | ----- | ---------------------- |
| 16 | Norvegia (bandiera) | A     | Eline Johansen         |
| 17 | Norvegia (bandiera) | C     | Line Holter            |
| 18 | Norvegia (bandiera) | D     | Elen Botten            |
| 19 | Norvegia (bandiera) | C     | Kristin Carlsson       |
| 20 | Norvegia (bandiera) | C     | Inger Katrine Bjerke   |
| 21 | Norvegia (bandiera) | D     | Trine Skjelstad Jensen |
| 23 | Norvegia (bandiera) | C     | Isabel Bårdsgjære      |
| 24 | Norvegia (bandiera) | C     | Marita Holmen Iversen  |
| 25 | Norvegia (bandiera) | A     | Elisabeth Jeppesen     |
| 29 | Norvegia (bandiera) | C     | Sunniva Skeie Wiencke  |
| 30 | Norvegia (bandiera) | C     | Gabrielle Lie          |